# クリスチャン・マウィッサ
クリスチャン・マウィッサ・エレビ（Christian Mawissa Elebi, 2005年4月18日 - ）は、フランスのサン＝ジャン＝ド＝ベルジュ出身のプロサッカー選手。リーグ・アンのASモナコ所属。ポジションはディフェンダー。

## 経歴

### トゥールーズ
2022年にトゥールーズFCのリザーブチームでプロデビュー。12月29日のオリンピック・マルセイユ戦でトップチームでの初出場を果たした。

### モナコ
2024年8月11日にASモナコへ完全移籍し、6年契約を結んだ。

## 代表歴
2022年のUEFA U-17欧州選手権にフランス代表で出場した。

## タイトル

### クラブ
トゥールーズ
- クープ・ドゥ・フランス：1回（2022-23）

U-17フランス代表
- UEFA U-17欧州選手権：2022